# Comuna Hrușkivți, Letîciv
Hrușkivți (în ucraineană Грушківці) este o comună în raionul Letîciv, regiunea Hmelnîțkîi, Ucraina, formată din satele Bohnî și Hrușkivți (reședința).

## Demografie
Componența lingvistică a comunei Hrușkivți
     Ucraineană (98,43%)
     Rusă (1,49%)
     Alte limbi (0,08%)
Conform recensământului din 2001, majoritatea populației comunei Hrușkivți era vorbitoare de ucraineană (98,43%), existând în minoritate și vorbitori de rusă (1,49%).